# Resomia similis
Resomia similis är en nässeldjursart som först beskrevs av Lynn Margulis 1977.  Resomia similis ingår i släktet Resomia och familjen Agalmatidae. Inga underarter finns listade i Catalogue of Life.